# Župnija Idrija
Župnija Idrija je rimskokatoliška teritorialna župnija dekanije Idrija - Cerkno v škofiji Koper.

## Sakralni objekti
- župnijska cerkev sv. Jožefa Delavca
- podružnične in kapele: 
  - Gore; cerkev sv. Marije Magdalene
  - Vojsko; cerkev sv. Jožefa[1]
  - Čekovnik; cerkev Svetogorske Matere Božje
  - cerkev sv. Trojice
  - cerkev sv. Antona s kalvarijo
  - cerkev Žalostne Matere Božje na pokopališču
  - kapela sv. Trojice v Antonijevem rovu
  - kapela Marije Pomagaj v psihiatrični bolnišnici
  - nekdanja cerkev sv. Barbare in kripta